# Ioana Ciolacu
Ioana Ciolacu (născută Ioana Ciolacu Miron, 21 noiembrie 1982) este un designer de modă român. Ea este cunoscută pentru primirea premiului Designer for Tomorrow de la Stella McCartney și pentru înființarea propriului brand Ioana Ciolacu.

## Viața timpurie
Ciolacu s-a născut în Iași, România. Este singură la părinți, tatăl ei fiind arhitect. În copilărie, Ioana Ciolacu și-a petrecut verile în Focșani și în satele românești. În 1992, s-a înscris la Școala Waldorf din Iasi, de unde și-a luat pasiunea pentru natură, o puternică etică și și-a dezvoltat gustul pentru artă. După absolvirea liceului, s-a înscris la Universitatea de Arhitectură și Urbanism Ion Mincu din București, unde s-a specializat în arhitectură. În timp ce era în anul 5 de studiu, ea a decis să-și schimbe cariera prin înscrierea la Sectia Moda a Universitatea Națională de Arte București, în timp ce continua să studieze arhitectura. A absolvit cel două universități, în 2010 ca arhitect și în 2011 ca designer de modă.

## Cariera
În timp ce era în școală, Ioana a câștigat European Fashion Award Berlin. Imediat după absolvire, ea a început să lucreze ca asistent si peisagist  pentru Katja Perrey la Universitatea Națională de Arte. În această perioadă, Ciolacu, de asemenea, a dezvoltat prima ei linie de moda cu un mare succes local. În 2012, ea a primit un Bursa de studii a Rectorului la Universitatea de Arte din Londra, London College of Fashion și s-a mutat la Londra pentru a studia pentru o diplomă de masterat în Design vestimentar și Tehnologie - îmbrăcăminte pentru femei. În timp ce era în școală, ea a câștigat Designer for Tomorrow Award, patronat de Stella McCartney, urmat de un an de mentorat în care ea a fost antrenată de către designer în studiourile din Londra sau în culisele designerului la Paris. După ce a absolvit în 2013, ea s-a mutat la București pentru a deschide studioul personal. În vara anului 2014 a prezentat pentru prima dată o Colectia Primavara Vara 2015 la Mercedes Benz Fashion Week Berlin și în același an a arătat o colecție de două ori la târgul  Who's Next Paris și a început să-și vândă colecția pe Moda Operandi și Peek&Cloppenburg retaileri internaționali. În anul următor ea a participat  Who's Next Paris, pentru a treia oară și Ciff Copenhaga cu colectia Tomana Iarna 2015/2016 care a fost prezentat la Mercedes Benz Fashion Week Berlin. În 2015 Vogue.com Arhivat în 6 octombrie 2015, la Wayback Machine. a introdus colectia Ioanei de Toamna Iarna 2015-2016 în lista lor ca fiind una de referință pentru sezon  în timp ce ea a lansat o linie de difuzie care promovează moda sustenabila prin reciclare și care încurajează artizanatul local.
În aprilie 2015, Ciolacu și-a deschis Magazin Online și a lansat-o SS15 video de campanie, numit Lure. Regizat Anton și Damian Groves și produs de Studioset, video câștigat mai multe premii printre care cele de la Miami Fashion Festival de Film Arhivat în 13 septembrie 2016, la Wayback Machine..

## Premii
Următoarele premii au recunoscut realizările Ioanei Ciolacu în modă:
- Nominated for Best Designer at the 2016 Elle Style Awards |[6]
- Awarded Best Designer of the Year at the 2015 Beau Monde Awards
- Awarded Design Award by The One 10 Years of Inspiration [7]
- Awarded Sponsorship Award by 2014 Who's Next The Future of Fashion |[8]
- Nominated for Best Young Designer at 2013 Elle Style Awards
- Awarded Best Designer by 2013 Designer for Tomorrow Stella McCartney [9]
- Awarded Best Young Designer 2nd Place 2010 European Fashion Awards |[10]